# Wolfgang Ramadan
Wolfgang Ramadan (n. 1960 în München) este un autor, muzician și regizor german din München. El are un tată brazilian, și o mamă germană, partenerul de viață ulterior al mamei fiind de origine arabă. Astfel Wolfgang ajunge deja din perioada copilăriei în contact cu o cultură arabă și o cultură latino-americană.